# التنكس عبر العصبونات
التنكس عبر العصبونات هو موت الخلايا العصبية الناتج عن تعطيل الألياف العصبية الصادرة أو الواردة من إرسال الإشارات إلى الخلايا العصبية الأخرى المجاورة. تصبح العملية نشطة عندما تحفز الخلايا العصبية بشكل مفرط بواسطة ناقل عصبي (الغلوتامات الأكثر شيوعًا) ما يتسبب في خلل في تلك الخلايا العصبية (إما إتلافها أو قتلها) الأمر الذي يؤدي إلى حدوث خلل في الخلايا العصبية المجاورة، ما يؤدي إلى فقدان سريع وواسع النطاق من الخلايا العصبية. يمكن أن يكون هذا إما تقدميًا أو رجعيًا، ما يشير إلى اتجاه الانحطاط بالنسبة إلى موقع الضرر الأصلي (انظر الأنواع). هناك أسباب مختلفة للتنكس عبر العصبونات مثل آفات الدماغ ومتلازمات الانفصال وتفاعل الخلايا العصبية التي تعاني من قصور في السلسلة التنفسية واستئصال الفصوص. على الرغم من وجود أسباب مختلفة، إلا أن التنكس عبر العصبونات يؤدي عمومًا إلى نفس التأثيرات (سواء كانت خلوية أو شجرية أو محور عصبي) بدرجات متفاوتة. يُعتقد أن التنكس عبر العصبونات مرتبط بعدد من الأمراض، وأبرزها داء هنتنغتون ومرض الزهايمر، وقد أجرى الباحثون مؤخرًا تجارب على القرود والجرذان، ورصد الآفات في أجزاء مختلفة من الجسم لدراسة عن كثب كيفية عمل هذه العملية.

## الأنواع
يمكن تصنيف التنكس عبر العصبونات إلى فئتين عامتين: تقدمي ورجعي.

### التنكس عبر العصبونات التقدمي
التنكس عبر العصبونات التقدمي هو تنكس ناتج عن فقدان المدخلات؛ يحدث عندما تتضرر إحدى الخلايا العصبية في الجهاز العصبي المركزي ويسبب تنكس الخلايا العصبية بعد المشبكية المرتبطة بوظيفة مماثلة للخلايا العصبية قبل المشبكية. غالبًا ما يطلق عليه: الموت إلى الأمام، ويشار إليه أيضًا باسم التنكس المشبكي العابر. يمكن أن يحدث التنكس التقدمي في مرحلة متأخرة من إصابة الدماغ ويؤدي إلى التنكس.

### التنكس عبر العصبونات الرجعي
التنكس عبر العصبونات الرجعي هو انحطاط ناتج عن فقدان الدعم الغذائي من الهدف. يحدث في الخلايا قبل المشبكية التي ترسل مدخلات إلى الخلايا المصابة بعد المشبكي. كثيرًا ما يطلق عليه الموت إلى الوراء. يمكن رؤية هذا النوع من التنكس في التصلب الجانبي الضموري. فقدان خلايا بيتز هو تأثير متغير لهذا المرض ولكن فقدان هذه الخلايا في هذا المرض يدل على التنكس الرجعي (الاعتلال العصبي) بسبب التغيرات في الخلايا العصبية الحركية العليا.

## العلامات والدلائل

### الأمراض المصاحبة

#### داء هنتنغتون والضمور الجهازي المتعدد
أظهرت دراسة أجريت أنه بعد الإصابة السامة للإثارة لمخطط الجرذان البالغة، يحدث التنكس عبر العصبونات المتقدم في المادة السوداء. ينتج عن هذا موت الخلايا غير المبرمج. يجب إجراء المزيد من الدراسات؛ ومع ذلك، يُفترض أن هذا يمكن أن يكون مرتبطًا بداء هنتنغتون وضمور الجهاز المتعدد حيث يوجد فقدان كبير للخلايا العصبية المخطط لها متبوعًا بفقدان كبير للخلايا العصبية في المادة السوداء.

#### داء الزهايمر
يمكن ملاحظة إعادة تنظيم الهياكل الخلوية الناتجة عن التنكس عبر العصبونات في داء الزهايمر. من المفترض أن يؤدي التنكس عبر العصبونات المتقدم إلى فرط فسفرة بروتين تاو وإعادة توزيع تلك البروتينات من المحور العصبي إلى التشعبات، ما يؤدي إلى انهيار آليات التوجيه والفرز.

#### متلازمة كوكايين
تنتج متلازمة كوكايين عن طفرة في الجينات تتداخل مع الإصلاح المقترن بالنسخ للحمض النووي النووي والميتوكوندريا والتكرار والنسخ. يحدث الموت العصبي في الغالب في المخيخ، ولكن هذا المرض يسبب أيضًا موت الخلايا المبرمج في الخلايا ويؤدي إلى تشعبات ضمورية. يؤدي فقدان المستقبلات الحسية في القوقعة، والدهليز، وشبكية العين إلى تنكس العقدة وتنكس العصبونات. ينتج إزالة الميالين أيضًا عن موت الخلايا قليلة التغصن وخلايا شوان.

#### التصلب الجانبي الضموري
تدعم الأدلة النظرية القائلة بأن التصلب الجانبي الضموري يتسبب في حدوث تنكس متقدم من العصبونات القشرية. تدفع الخلايا العصبية القشرية المفرطة الاستثارة خلايا القرن الأمامي إلى عجز التمثيل الغذائي، ما يؤدي إلى تنكس الخلايا وموتها. إذا حدثت هذه العملية السامة للخارج بسرعة، فإنها تؤدي إلى موت أسرع لخلايا القرن الأمامي مما يؤدي إلى مرض العصبون الحركي السفلي.

## الأسباب
هناك العديد من الآليات المختلفة التي يمكن أن يحدث من خلالها التنكس العصبوني. السبب التقني للضمور عبر العصبونات هو موت الخلايا العصبية الناتج عن تعطيل الألياف العصبية الصادرة أو الواردة إلى الخلايا العصبية الأخرى المجاورة.

### الآفات
عادة ما يُلاحظ التنكس العصبوني المتقدم والرجوع في البشر حول الآفات في المسارات الحوفية أو البصرية أو المسننة-الروبرو-أوليفية. تسبب الآفات التي تصيب الدماغ تغيرات مرضية يمكن أن تسبب تنكس عصبي عبر العصب المتقدم وتؤدي إلى تنكس الجهاز. تخلق آفات الدماغ صمًا هيكليًا أو عابرًا (انقطاع النبضات العصبية الحسية أو القضاء عليها عن طريق إصابة أو إتلاف الألياف العصبية الحسية) لأن إصابة المنطقة تسبب فقدان المدخلات الاستثارة لمناطق أخرى في الدماغ، ما يجعلها أقل تستجيب للمنبهات. يمكن أن يحدث التنكس العصبي الثانوي المتأخر أيضًا في مرحلة متأخرة بعد إصابة الدماغ لأنه بعد فترة الكمون، يتبع إعادة ترتيب الخلايا العصبية العصبية عدم القدرة على الحركة. هذا نزع الأفيون يخلق انقطاعًا في الدوائر المعقدة، ما قد يؤدي إلى تنكس بنيوي عبر العصبونات. على الرغم من أن الدراسات أظهرت أن الآفات يمكن أن تؤدي إلى التنكس عبر العصبونات، إلا أن الآفات في الجهاز الحركي الجسدي قد لا تسبب ذلك. لا يوجد الكثير من المعلومات حول كيفية تأثير التنكس عبر العصبونات على الجهاز الحركي الجسدي. من غير المحتمل أن يحدث التنكس عبر العصبونات المتقدم لأن الخلايا العصبية الحركية غالبًا ما تظهر تقاربًا (تتلقى مدخلات من مجموعة واسعة من الأنظمة الواردة). التنكس عبر العصبونات للخلايا العصبية الحركية السفلية غير موجود بعد آفات الخلايا العصبية الحركية العليا في مرضى السكتة الدماغية. بالإضافة إلى ذلك، فإن آفات السبيل الشوكي القشرية لا تسبب تنكس عصبي متقدم لخلايا القرن الأمامي للعمود الفقري.